# Louis Bourguignon
Louis Joseph Jean-Baptiste Bourguignon (Perwijs, 26 oktober 1884 - Saint-Vaast, 23 november 1962) was een Belgisch arts en politicus voor de PCB.

## Levensloop
Bourguignon werd doctor in de geneeskunde aan de Katholieke Universiteit Leuven en vestigde zich in 1910 als arts in Jumet. De sociale onrechtvaardigheid waarmee hij tijdens zijn werk als arts werd geconfronteerd maakte van hem een overtuigde communist en in 1931 sloot hij zich aan bij de PCB.
Bij de verkiezingen van 1936 was hij in het arrondissement Charleroi-Thuin lijsttrekker van de PCB-lijst voor de Senaat en werd hij verkozen tot rechtstreeks gekozen senator, een ambt dat hij tot in 1939 zou behouden. In de Senaat hield hij zich bezig met volksgezondheid en kinderbescherming. In 1938 werd hij eveneens gemeenteraadslid van Jumet. 
Als gevolg van conflicten met de partijleiding werd Bourguignon bij de verkiezingen van 1939 lijsttrekker van de PCB-Senaatslijst voor het arrondissement Bergen-Zinnik, waar de kansen om verkozen te geraken veel kleiner waren dan in Charleroi-Thuin. Bourguignon verloor dan ook zijn parlementszetel en in april 1939 nam hij ontslag uit de PCB. Hij deed dat middels een open brief aan de communistische partijleiding die onder andere verscheen in de socialistische krant Le Peuple, waarin hij scherp uithaalde naar de koers van de partij. Hij vond dat de PCB-leiding de verwezenlijkingen van het communisme in de Sovjet-Unie rooskleuriger voorstelde dan ze daadwerkelijk waren en dat er een gebrek aan interne democratie was. Dat laatste schreef hij toe aan die Slavische Jood, die een dictatoriale controle uitoefent op het politiek bureau en op de kaderleden. Hiermee doelde hij op Andor Bereï, die als vertegenwoordiger van het Komintern de werking van de partij moest opvolgen.
Bourguignon evolueerde vervolgens naar een verbeten anticommunist. Bij het uitbreken van de Tweede Wereldoorlog bood hij het Franse leger zijn diensten aan en na de Belgische capitulatie verleende hij informatie aan anti-Duitse inlichtingendiensten die in rechtse en anticommunistische hoek te situeren waren. Op 20 juni 1941 werd hij als gijzelaar opgepakt naar de Gestapo en opgesloten in de citadel van Hoei, waar hij een gezondheidsdienst op poten zette. Eind 1941 werd de zieke Bourguignon opnieuw op vrije voeten gesteld, waarna hij zich aansloot bij het Geheim Leger, een rechtse verzetsorganisatie.
Na het einde van de oorlog werd Bourguignon in juni 1945 hoofdarts van de Senaat, hetgeen hij zou blijven tot aan zijn dood. Tijdens de Koningskwestie was hij zeer actief in leopoldistische middens die voor de terugkeer van koning Leopold III waren.